# Ippolito Costa
Ippolito Costa (Bologna o Mantova, 1506 – Mantova, 8 novembre 1561) è stato un pittore italiano.

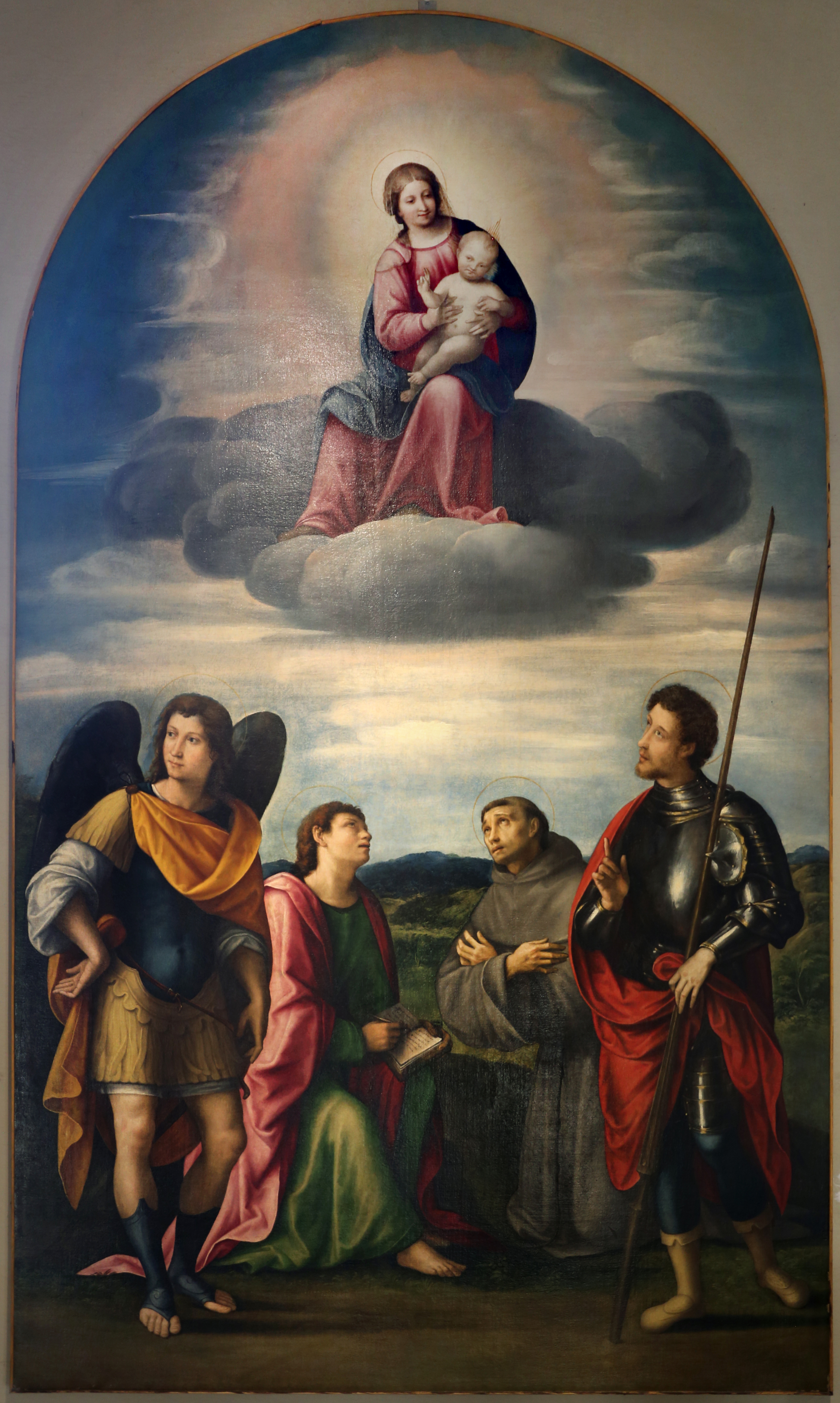
Madonna e santi, Mantova, palazzo Ducale

Figlio di Lorenzo e padre di Lorenzo Costa il Giovane. Lavorò soprattutto a Mantova dove dal 1529 al 1540 fu stipendiato dalla corte dei Gonzaga, come risulta da documenti d'archivio. Fu vicino allo stile di Giulio Romano.

## Opere
- Santa Agata - Duomo di Mantova.
- Deposizione - Chiesa dei Santi Gervasio e Protasio di Mantova.
- l soldato Martino divide il mantello col mendico  - Chiesa di San Martino di Mantova.